# Lucille (cómic)
Lucille es un personaje ficticio de la novela gráfica Sin City de Frank Miller. En la película de 2005 está interpretada por Carla Gugino.

## Biografía
Es la controladora judicial de Marv, ella es una lesbiana, que se arrepiente. Le ofrece pastillas para aliviar el dolor causado por sus frecuentes peleas y es capturada por Kevin. Es ejecutada por la policía custodiando la granja Roark. En venganza, Marv los mata a todos.

## Apariciones en cómics
- The Hard Goodbye (1991)
- That Yellow Bastard (1996)

## Cine
- (2005) Sin City interpretada por Carla Gugino.

- Datos: Q3265820